# Джоан Квіглі
Джоан Сесіл Квіглі (англ. Joan Ceciel Quigley; 10 квітня 1927, Канзас-Сіті — 21 жовтня 2014, Сан-Франциско) — американська астролог, письменниця. Найбільшу популярність здобула як астролог Ненсі Рейган у період, коли та була першою леді США. Через Ненсі Джоан давала астрологічні рекомендації для складання розкладу президента Рональда Рейгана, чи це стосувалося початку пресконференцій, дебатів, звернення до Конгресу або вильоту президентського літака. Підтверджень тому, що Рейган приймав за рекомендаціями астролога у тому числі й політичні рішення, немає, вплив пророцтв на його кар'єру він також заперечував. Квіглі є автором трьох книг з астрології та мемуарів про своє перебування «астрологом Білого дому».

## Біографія
Джоан Квіглі народилася 10 квітня 1927 року e Канзас-Сіті штату Міссурі. Її мати Зельда захоплювалася астрологією. Батько — Джон Квіглі, був адвокатом. У 1942 році він купив Drake-Wilshire Hotel у Сан-Франциско, куди переїхала вся сім'я, облаштувавшись у пентхаусі у заможному районі Ноб-Гілл.
Разом із сестрою Рут Джоан навчалася у приватних школах. «Сестри Квіглі» були світськими левицями, часто фігурували у світській хроніці, відвідуючи «вечірки, куди їх возив водій на Роллс-Ройсі». У 1947 році Джоан закінчила Вассар-Коледж, здобувши ступінь з історії мистецтв. Після цього навчалася протягом року у «віщунки» Джером Пірсон (англ. Jerome Pearson), потай вчилася створювати гороскопи, попри несхвальне ставлення батька до астрології.
Використовуючи псевдонім Angel Star (англ. Зірка ангелів), вела астрологічну колонку у журналі для тінейджерів «Seventeen» і під цим же ім'ям написала книгу «Астрологія для підлітків» (англ. Astrology for Teens, 1969). Дві свої інші книги про астрологію Квіглі написала під власним ім'ям — «Астрологія для дорослих» (англ. Astrology for Adults, 1969) й «Астрологія для батьків малюків і підлітків» (англ. Astrology for Parents of Children & Teenagers, 1971).
Джоан вела астрологічну практику консультування, невелика база її клієнтів складалася в основному зі знаменитостей та інших «важливих осіб, які потребують такого роду речі». Ненсі та Рональд Рейгани, за твердженням багатьох з їхнього близького оточення, були дуже забобонними та почали звертатися до астрологів не пізніше 1967 року, зокрема, вони користувалися послугами Джин Діксон. Джоан Квіглі познайомилася з Ненсі через телеведучого Мерва Гріффіна, свого клієнта, і, республіканка, як і Рейгани, охоче запропонувала їм свої астрологічні послуги. Співпраця таємним чином тривала з 1981 до 1988 рік, поки про «найтаємничіший секрет, який ретельно охороняється» не розповів у своїй книзі глава адміністрації Рейгана Дональд Ріган.Відповідно до астрологічних уявлень і рекомендацій Квіглі готувала президентський календар: «мозаїку із зелених (хороших), червоних (поганих) і жовтих (невизначених) днів». Крім того, Квіглі заздалегідь давала додаткові пояснення із застереженнями, наприклад:

З кінця грудня до березня "погано"

Січень 16-23 "дуже погано"

Січень 20 "нічого за межами Білого дому - можливо замах"

Лютий 20-26 "бути обережним"

Березень 7-14 "поганий період"

Березень 10-14 "ніякої активності поза домом!

Березень 16 "дуже погано"

За словами Рігана, він мав орієнтуватися на ці рекомендації під час планування розкладу зустрічей та поїздок Рейгана. За наполяганням Ненсі Рейган це вважалося настільки важливим, що червоно-жовто-зелений календар завжди лежав у кутку його робочого столу.
За звернення до астрології, на Рейгана, з яким Квіглі зустрічалася лише один раз на державному прийомі у 1985 році, нахлинула хвиля критики, зокрема з боку релігійних лідерів і вчених. Щоб успішно вирішити скандальну ситуацію навколо президента, Ненсі Рейган взяла на себе всю відповідальність. За словами Квіглі, останній раз вона спілкувалася з Рейган у період, коли інформацію про астрологічні консультації, що проводяться, було розкрито. У телефонній розмові Ненсі закликала тримати в таємниці деталі співробітництва, а, відповідаючи на питання про делікатні теми, «брехати, якщо доведеться». Квіглі відреагувала написанням виданих у 1990 році мемуарів, які складалися «з самозвеличення та запеклої атаки на Рейганів». Інших президентів після Рейгана Квіглі не консультувала.
Скандал приніс Квіглі популярність, у неї брали інтерв'ю, запрошували на телебачення. У 1990-х роках вона брала участь у розробці астрологічної комп'ютерної програми. На початку 2000-х намагалася створити платний астрологічний онлайн-сервіс, але бізнес не вдався.
Джоан Квіглі ніколи не була одружена. Вона померла 21 жовтня 2014 року у 87-річному віці, про що повідомила громадськості її сестра Рут, з якою вони разом жили у тій же квартирі у Ноб-Гіллі, у яку вони у 1942 році переїхали разом з батьком і матір'ю.

## Консультування Рейганів

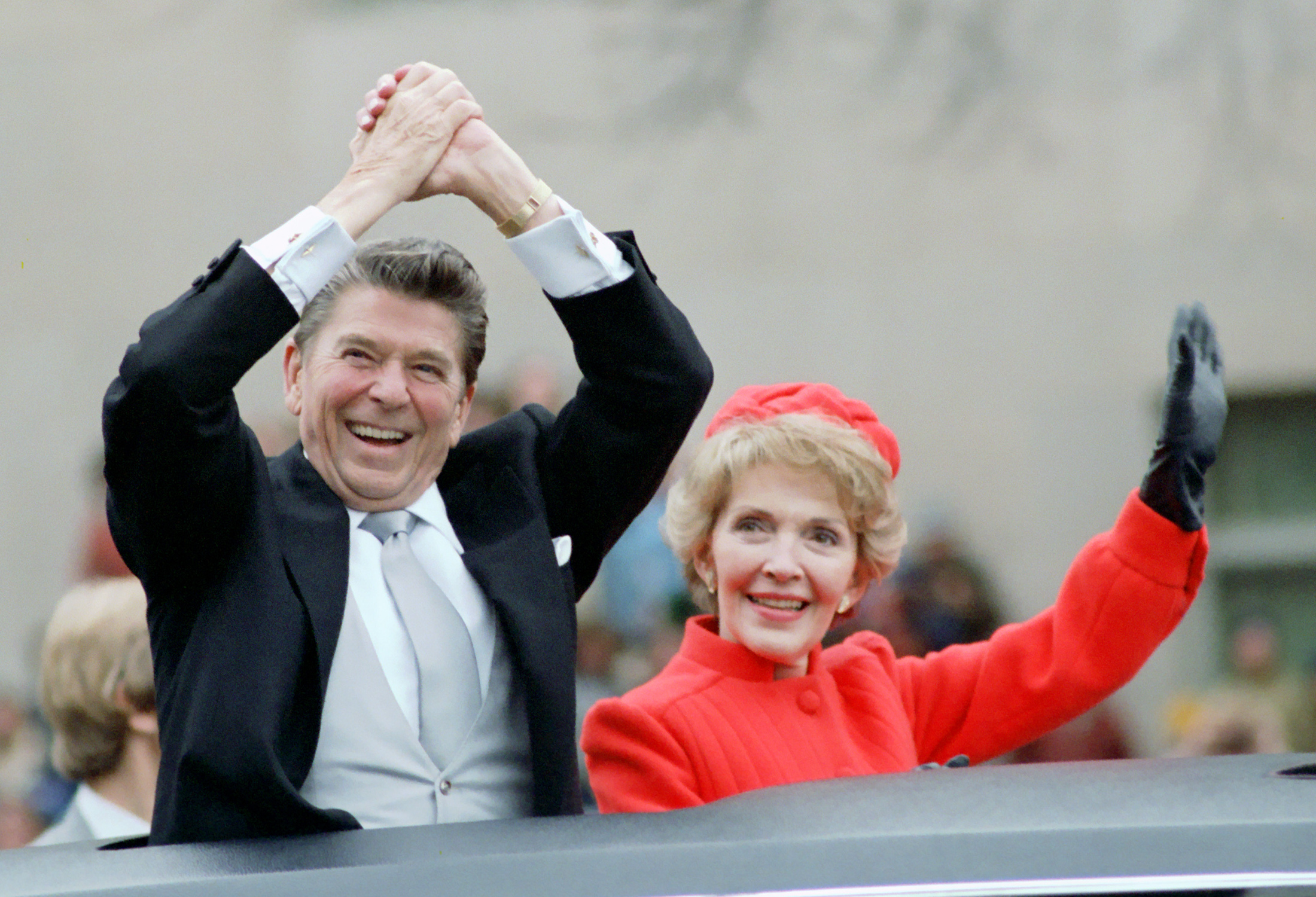
Ненсі та Рональд Рейган їдуть до Білого дому після інавгурації, 1981 рік

Вперше про роль, яку грала Квіглі у Білому домі, стало відомо з книги «Для протоколу» (англ. For the Record, травень 1988) Дональда Рігана, який був головою адміністрації Рейгана. За словами автора, астролог призначала потрібний (з погляду астрології) час для зустрічей, дебатів, хірургічної операції, яку переніс у 1985 році Рейган, та інших подій, пов'язаних з президентом, за що отримувала 3000 доларів на місяць. Ріган також стверджував, що астролог, чийого імені він не знав, двічі-тричі на день консультувала Ненсі Рейган телефоном, для чого були проведені окремі лінії зв'язку до Білого дому та президентської резиденції Кемп-Девід. Критична розповідь Рігана про вплив Ненсі Рейган та її астролога на прийняття рішень у Білому домі призвела до серйозних дискусій у суспільстві, зокрема, в газеті «Нью-Йорк пост» вийшла стаття під назвою «Астролог керує Білим домом».
Ім'я таємного «Друга» — Джоан Квіглі, швидко з'ясували журналісти. В інтерв'ю, які вона давала у 1988 році, вона почала розповідати про те, що у Рейгана «найблискучіший гороскоп, який я коли-небудь бачила у цій країні у цьому столітті», а також про те, що вона не працює з «простими людьми», а лише з тими, кого вона вважає «надзвичайно цікавими».
У 1989 році свої мемуари «Моя черга» (My Turn: The Memoirs of Nancy Reagan) опублікувала Ненсі Рейган. Захищаючись від звинувачень, вона, зокрема, написала: «у кожної людини свій метод справлятися з травмами та смутком, з болем життя, одним із моїх методів була астрологія». За словами Рейгана, познайомившись з Квіглі під час президентської кампанії 1980 року, покладатися на її астрологічні поради вона стала лише після замаху на Рейгана, скоєного 31 березня 1981 року («Я повинна була переконати себе, що захистити президента було можливо»). При цьому вона категорично заперечувала вплив астрології на політичні рішення президента та його адміністрації, стверджуючи, що поради Квіглі торкалися лише розкладу Рейгана.
Ще через рік книгу з мемуарами опублікувала вже Квіглі — «Що говорить Джоан? Мої сім років як астролог Білого дому у Ненсі та Рональда Рейганов» (англ. What Does Joan Say? My Seven Years as White House Astrologer to Nancy and Ronald Reagan, 1990). Назва книги («Що говорить Джоан?») походить від питання, яке, за словами Квіглі, задав Рейган у 1986 році під час скандалу «Іран-контрас». Астрологічною рекомендацією Квіглі, яка побоювалася чергового замаху на Рейгана через «погані» положення планет на небі, стала тоді порада залишатися у Білому домі та не давати жодних коментарів.
Релігієзнавець Джеймс Льюїс вважає, що якщо Ненсі Рейган применшувала у своїх мемуарах вплив астрології на неї та чоловіка, то Квіглі перебільшувала: «У її книзі показано не тільки те, що її поради були суттєвою частиною більшості успіхів Рейгана, але також і те, що вона мала важливе відношення до переконання президента у тому, щоб припинити вважати СРСР „імперією зла“».
На думку Льюїса, Джоан Квіглі постала як «„придворний“ астролог колишніх епох», чим нагадала астрологам про те, що астрологія заснована «людьми, які вивчали зірки на благо владних політичних фігур». Льюїс вважає, що окрім постановки етичних питань про допустимість астрологічного консультування політиків книга Квіглі «Що говорить Джоан?» ставить на перше і виняткове становище елективну астрологію, практика якої на відміну від астропсихології тривалий час була засунута практикуючими астрологами на задвірки.